# Baldwin Park (Misuri)
Baldwin Park es una villa ubicada en el condado de Cass en el estado estadounidense de Misuri. En el Censo de 2010 tenía una población de 92 habitantes y una densidad poblacional de 298,5 personas por km².

## Geografía
Baldwin Park se encuentra ubicada en las coordenadas 38°47′43″N 94°14′52″O / 38.79528, -94.24778. Según la Oficina del Censo de los Estados Unidos, Baldwin Park tiene una superficie total de 0.31 km², de la cual 0.2 km² corresponden a tierra firme y (36.13%) 0.11 km² es agua.

## Demografía
Según el censo de 2010, había 92 personas residiendo en Baldwin Park. La densidad de población era de 298,5 hab./km². De los 92 habitantes, Baldwin Park estaba compuesto por el 96.74% blancos, el 0% eran afroamericanos, el 1.09% eran amerindios, el 1.09% eran asiáticos, el 0% eran isleños del Pacífico, el 0% eran de otras razas y el 1.09% pertenecían a dos o más razas. Del total de la población el 0% eran hispanos o latinos de cualquier raza.